# Kō
Kō (jap. コウ von 劫, dt. etwa: „Ewigkeit“) bezeichnet eine Stellung beim Brettspiel Go, in der beide Spieler wechselseitig einzelne Steine des Gegners schlagen könnten, wodurch die jeweils vorherige Situation wiederhergestellt würde. Ein solcher Schlagwechsel wird von den Go-Regeln ausdrücklich untersagt; nach der Kō-Regel ist ein einzelner schlagender Stein, der einen einzelnen gegnerischen Stein geschlagen hat, einen Zug lang vor dem Zurückschlagen geschützt.

## Beispiel
Die einfachste Kō-Stellung ist folgende:

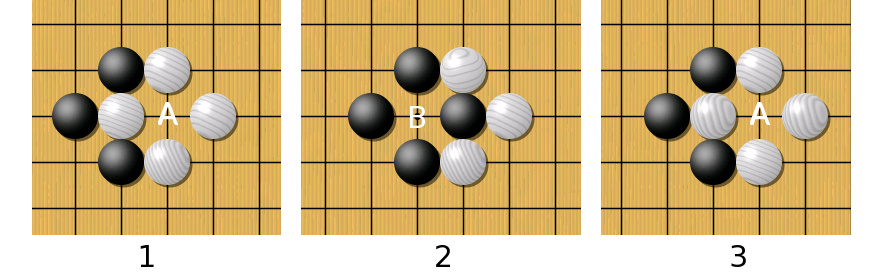
Eine einfache Kō-Stellung im Go

Diagramm 1 zeigt die Ausgangsstellung, Schwarz ist am Zug. Schwarz setzt einen Stein auf den Punkt A und schlägt damit einen weißen Stein (Diagramm 2). Nach der Kō-Regel darf Weiß nun nicht sofort auf B zurückschlagen (Diagramm 3), da sonst die gleiche Stellung wie in Diagramm 1 erreicht wäre. Wenn Weiß den Stein zurückschlagen möchte, darf er das nicht mit dem nächsten Zug tun. Dazu spielt er in einem anderen Bereich des Brettes einen Zug, von dem er denkt, Schwarz müsse ihn beantworten (Kō-Drohung). Schwarz hat nun zwei Möglichkeiten:
1. Wenn er auf die Kō-Drohung reagiert, kann Weiß wie in Diagramm 3 den schwarzen Stein zurückschlagen. Nun muss Schwarz eine Kō-Drohung finden, bevor er das Kō zurückschlagen kann.
2. Wenn er nicht auf die Kō-Drohung reagiert, sondern in Diagramm 2 auf B spielt (das Kō deckt), ist der Kō-Kampf entschieden. Weiß hat aber mit der Kō-Drohung einen Zug im anderen Bereich des Brettes bekommen und kann jetzt die Drohung durch einen weiteren Zug verwirklichen.

Durch die einfache Kō-Regel werden Stellungswiederholungen in der Regel vermieden. Lediglich die seltenen Dreifach-Kōs und einige zyklische Zugfolgen, bei denen mehr als ein Stein geschlagen wird, können trotz der Kō-Regel zu Zugwiederholungen führen.
Nach den japanischen Go-Regeln führen solche Zugwiederholungen zu einem Ende der Partie ohne Ergebnis. Es gibt andere Regelsysteme des Go (s. u.), die auch solche Zugwiederholungen verbieten.

## Kein Kō

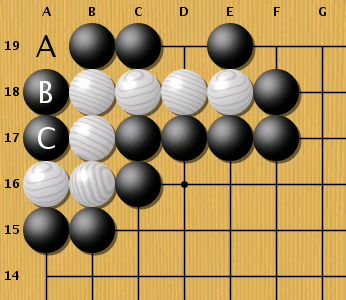
Weiß auf A, Schwarz auf B – kein Kō

Ein Kō setzt voraus, dass sowohl nur ein einzelner Stein schlägt, als auch nur ein einzelner geschlagen wird. Hat etwa ein Stein eine gegnerische Gruppe von Steinen geschlagen, ist ein sofortiges Rückschlagen dieses Steines möglich, da die Brettsituation sich durch die Schlagzüge verändert hat.
Beispiel: Wenn Weiß im Diagramm auf A spielt, werden die zwei schwarzen Steine (B und C) am linken Rand entfernt. Weiß auf A steht Atari und darf mit schwarz B geschlagen werden. Da C eine Freiheit ist, hat sich die Brettsituation verändert. Wiederholtes (endloses) Schlagen ist hier nicht möglich, es handelt sich also nicht um eine Kō-Situation.

## Auswirkungen der Kō-Regel
Die Kō-Regel verhindert nicht nur Remisschaukeln. Sie hat massive praktische Auswirkungen und kann über Leben und Tod einer Gruppe entscheiden, wie in der folgenden Konstellation:
Gäbe es die Kō-Regel nicht, so wäre Schwarz hier sicher. Er würde jedes Schlagen des Weißen auf c1 durch Rückschlagen auf d1 kontern. So aber kann er sich nicht gegen das Eindringen auf c1 und anschließende Vernichtung der ganzen Gruppe auf a1 wehren. Also bewirkt die Kō-Regel den Tod einer Gruppe, die ohne sie lebensfähig wäre.
Der Ausgang eines Kō-Kampfes kann auch über Leben und Tod einer Gruppe entscheiden, wie etwa in dieser Stellung: Wenn Schwarz das Kō gewinnt, hat er auf dem 2-2-Punkt einen Stein und daher zwei Augen. Wenn Weiß das Kō gewinnt, hat er den 2-2-Punkt besetzt und verhindert damit, dass Schwarz in der Ecke das zweite Auge bekommt.

## Super-Kō-Regel
Nach der Super-Kō-Regel (スーパーコウ Sūpākō bzw. 超コウ Chōkō) ist es nicht gestattet, einen Spielzug auszuführen, durch den das Spiel eine Stellung erreicht, die vorher schon einmal bestand. Die Super-Kō-Regel ist nicht allgemein anerkannt. Einige Go-Verbände haben sie in ihrem Regelwerk, andere nicht.